# منتخب كرواتيا لكرة اليد
منتخب كرواتيا لكرة اليد هو الممثل الرسمي لدولة كرواتيا في لعبة كرة اليد.

## النتائج في البطولة الأوروبية
- 1994 - الثالث
- 1996 - الخامس
- 1998 - الثامن
- 2000 - السادس
- 2002 - السادس عشر
- 2004 - الرابع
- 2006 - الرابع
- 2008 - الوصيف

## النتائج في بطولة العالم
- 1938 - كان جزءا من مملكة يوغوسلافيا
- 1942 - لم تقم وكانت تمثل دولة كرواتيا المستقلة
- 1946، 1950 - لم تقم وكانت جزء من يوغوسلافيا الشيوعية
- 1954 و1990 - كانت جزء من يوغوسلافيا الشيوعية
- 1993 - لم يتأهل
- 1995 - الثاني
- 1997 - الثالث عشر
- 1999 - العاشر
- 2001 - التاسع
- 2003 - البطل
- 2005 - الثاني
- 2007 - الخامس

## النتائج في الألعاب الأولمبية الصيفية

#### كجزء من يوغسلافيا
- 1936:
- 1972: الميدالية الذهبية
- 1976: الخامس
- 1980:
- 1984:
- 1988:

#### كدولة مستقلة
- 1992:
- 1996: الميدالية الذهبية
- 2000:
- 2004:الميدالية الذهبية
- 2008:
- 2012:

## النتائج فيدورة ألعاب البحر المتوسط
- 1993: البطل
- 1997: البطل
- 2001: البطل

## روابط إضافية
- Croatian Handball Federation (بالكرواتية)
- Spanish Handball
- European Beach Handball community
- Handball files download
- Rukomet